# Denatus
Denatus (latin, av denasci, dö), ofta förkortat till den., står för död eller avliden på gravmonument, minnesmynt, i äldre dödböcker och liknande. Uttrycket förekommer ofta historiska i inskriptioner och dokument från i första hand 1600- och 1700-talen.